# Stanisław Dybowski (muzyk)
Stanisław Dybowski (ur. 8 maja 1946 w Warszawie, zm. 25 marca 2019 tamże) − polski muzykolog, dziennikarz, nauczyciel akademicki, publicysta, krytyk muzyczny i wydawca. 

## Życiorys
Od młodych lat uczył się gry na fortepianie oraz na organach. W latach 1968–1972 studiował muzykologię na Uniwersytecie Warszawskim. W 1978 roku uzyskał tytuł magistra na podstawie pracy pt. Pianistyka Franciszka Liszta. Od 1972 pracował w Towarzystwie im. Fryderyka Chopina, a w latach 1978–1993 w Przedsiębiorstwie Nagrań Wideo-Fonicznych „Wifon”. Był członkiem założycielem Towarzystwa im. Ferenca Liszta we Wrocławiu i członkiem Towarzystwa Muzycznego im. Ignacego Jana Paderewskiego w Bydgoszczy. Jego zainteresowania naukowe koncentrowały się na historii muzyki. Interesował się także historią fonografii oraz historią wykonawstwa muzycznego. 

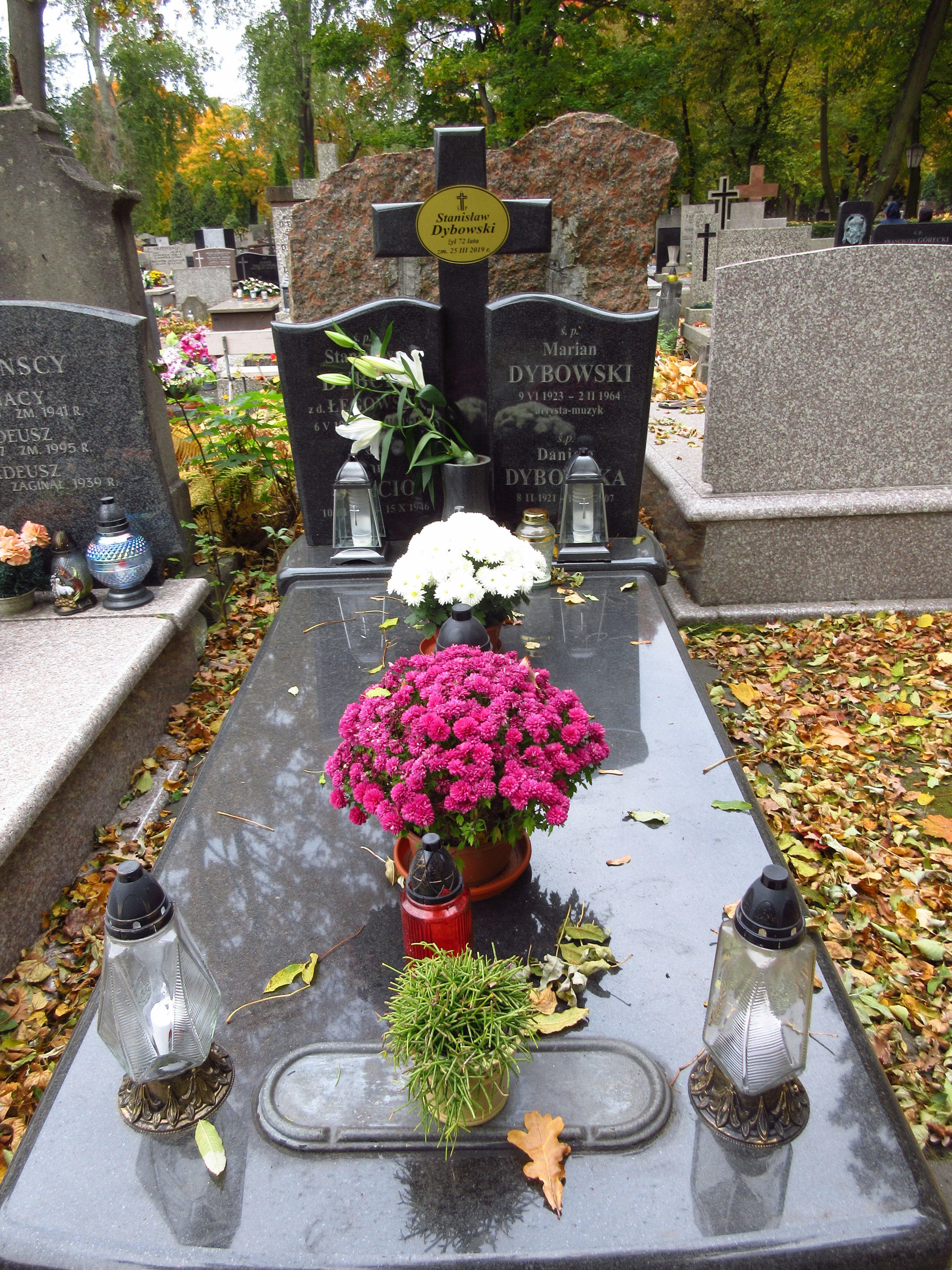
Grób Stanisława Dybowskiego na Cmentarzu Bródnowskim.

W 1991 roku założył wespół ze swym bratem Michałem Dybowskim Przedsiębiorstwo Muzyczne „Selene”, które wydaje płyty (w tym rzadkie i cenne nagrania polskich i zagranicznych pianistów) oraz książki. Był pomysłodawcą i realizatorem wielu przedsięwzięć muzycznych i wydawniczych, m.in. unikatowego polskiego wydania płytowego wszystkich utworów organowych Jana Sebastiana Bacha. W Selene Records zajmował się również reżyserią dźwięku.
Przez wiele lat propagował muzykę polskich kompozytorów, m.in. Ignacego Feliksa Dobrzyńskiego, Karola Lipińskiego, Franciszka Lessla, Mikołaja Gomółki, Stanisława Moniuszki, Józefa Wieniawskiego, Aleksandra Michałowskiego, Józefa Hofmanna, Juliusza Zarębskiego, Ignacego Jana Paderewskiego, Raula Koczalskiego, Karola Mikulego, Ignacego Friedmana. Upowszechniał też wiedzę o polskich pianistach.
Od roku 1970 opublikował blisko 2 000 tekstów poświęconych muzyce (recenzji, felietonów, tekstów publicystycznych w prasie codziennej, periodycznej i fachowej). Był autorem kilku książek, ogłosił drukiem wiele publikacji naukowych i popularnonaukowych. Był autorem lub współautorem około 1 000 audycji muzycznych na antenach Polskiego Radia oraz programów Telewizji Polskiej i TVP Kultura. 
Posiadał bogatą kolekcję płyt, a także obszerną bibliotekę książek i literatury nutowej. 
Pochowany na cmentarzu Bródnowskim w Warszawie (kwatera 70A-4-5). 

## Publikacje (wybór)

### Książki
- Franciszek Liszt, Wydawnictwa Szkolne i Pedagogiczne, Warszawa 1986
- Raul Koczalski – chopinista i kompozytor, Selene, Warszawa 1998
- Biografie – Raul Koczalski, Akademia Muzyczna im. I. J. Paderewskiego, Poznań 2001
- Słownik pianistów polskich, Selene, Warszawa 2003
- Aleksander Michałowski. Rzecz o wielkim chopiniście i muzycznej Warszawie jego czasów, Selene, Warszawa 2005
- Laureaci konkursów chopinowskich, Selene, Warszawa 2005 (wyd. ang. 2010)
- Halina Czerny-Stefańska – epizody z życia chopinistki, Selene, Warszawa 2006 (książka wraz z płytą CD)